# 코소보 (지역)

코소보 지도

코소보(알바니아어: Kosovë / Kosova 코소버 / 코소바, 세르비아어: Косово и Метохија / Kosovo i Metohija 코소보 이 메토히야, 문화어: 꼬쏘보)는 발칸반도에 있는 지역이다. 2008년, 코소보 공화국(알바니아어: Republika e Kosovës, 세르비아어: Република Косово, Republika Kosovo)은 세르비아에서 독립을 선언했으나, 현재 세르비아는 코소보의 독립적 지위를 인정하지 않으며, 2006년 세르비아 헌법에 의거하여 자국의 주권 영토 내에서 유엔이 통치하는 코소보 메토히야 자치주(세르비아어: Аутономна Покрајина Косово и Метохија 아우토놈나 포크라이나 코소보 이 메토히야)로 간주한다.

## 역사
코소보는 역사적으로 불가리아 제1제국, 비잔티움 제국, 오스만 제국, 유고슬라비아, 세르비아의 영토였다. 1389년부터 오스만 제국의 지배를 받으면서 이슬람권에 편입되었다. 제1차 세계 대전의 종전과 함께 세르비아의 지배를 받은 코소보는 세르비아인들에게는 오스만 제국에 맞서 항전한 성지로 여겨졌다.
1990년대에 코소보에 거주하고 있던 소수의 세르비아인들이 인구의 대다수를 차지하고 있던 알바니아인들을 문화 탄압, 일자리 박탈, 인종 정화라는 이름의 학살로 탄압했으며, 결국 1999년 코소보 전쟁으로 민족 갈등이 폭발했다. 나토의 개입으로 결국 유엔의 통치를 받는 지역이 되었다. 원래 1971년부터 알바니아인들에게 자치가 허용된 지구인데 1992년 공산주의 체제의 소멸로 민족주의가 대두되어 각지에서 독립을 외치자 세르비아 정부가 자치권을 박탈하였다.

### 코소보 독립

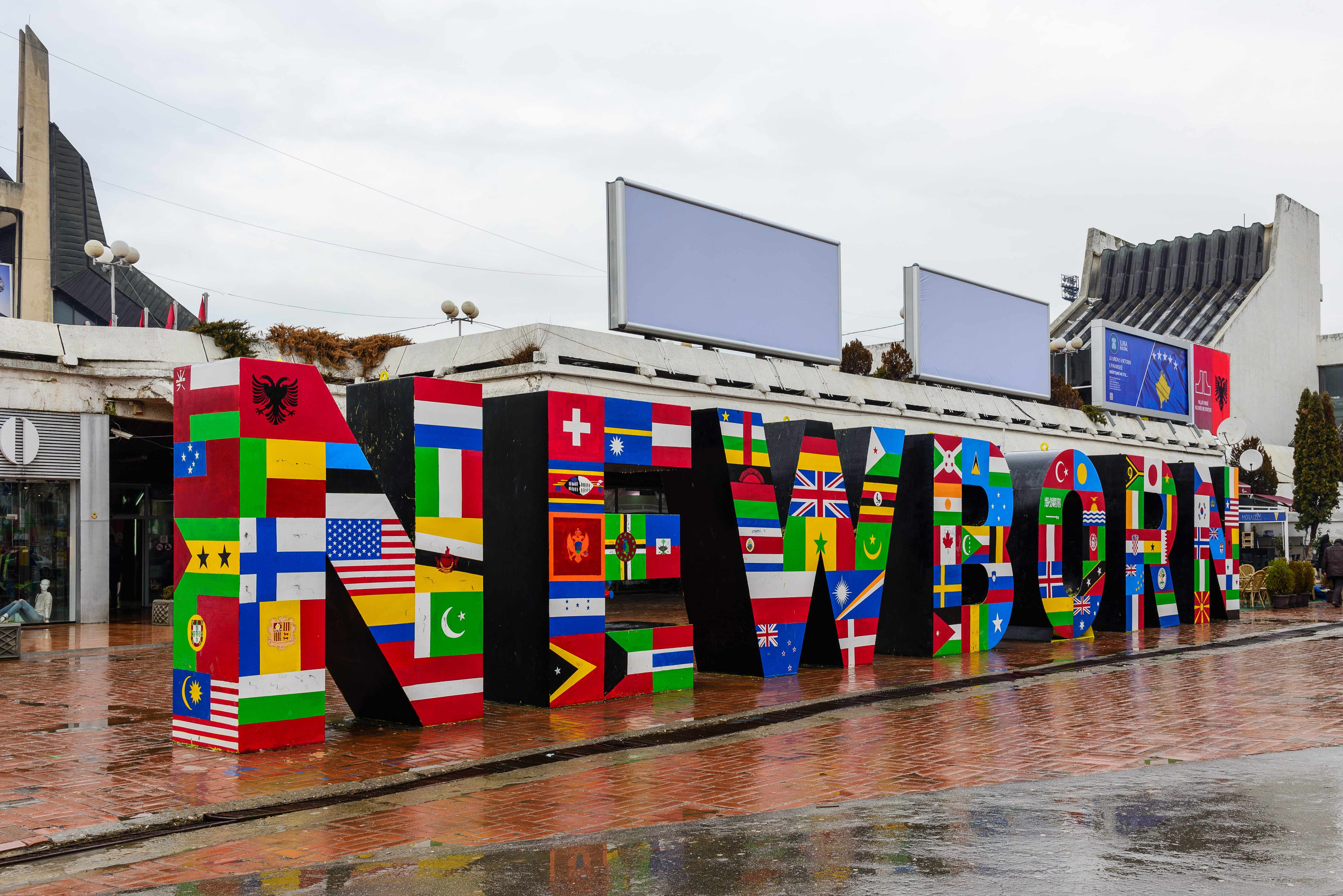
2013년 코소보 독립선언 5주년을 기념하기 위해 코소보의 수도인 프리슈티나에 세워진 뉴본(NEWBORN, 신생(新生)) 기념비. 기념비에는 코소보의 독립을 승인한 나라의 국기가 그려져 있다.

2008년 2월 17일 코소보는 국제적인 합의 없이 세르비아로부터의 일방적인 독립을 선언했다. 총리인 하심 타치가 코소보 의회에서 독립선언문을 낭독한 가운데, 그는 코소보가 모든 민족들의 권리를 존중하는 민주 국가가 될 것임을 천명했다. 그리고 이에 코소보 의회는 독립선언을 승인했다(선언문 영어 전문). 코소보 의회에 의해 승인받은 독립선언은 유엔의 계획에 따라 설정된 제한적 독립의 내용을 담고 있다. 그 내용에 따르면, 코소보나 그 일부는 다른 국가에 편입될 수 없으며 국제 기구에 의해 감독을 받아야하고, 코소보 군대의 운용도 제한적이다.
미국과 유럽 대다수의 국가들이 코소보 독립을 지지하고 있는 가운데, 세르비아와 러시아, 중화인민공화국, 스페인은 반대를, 그리스, 루마니아 등은 우려를 표명하고 있다. 한편 유럽 연합은 2000명 규모의 경찰과 검사 등 수사관을 파견하기로 결정했다. 유엔 안전보장이사회 상임이사국 가운데 하나인 러시아는 유엔 안전보장이사회 회의에서 코소보의 독립선언이 법적으로 무효라고 주장했다.
현재 14개 국가가 코소보에 대사관을 유지하고 있다. 2009년 7월까지 61개 국가가 코소보의 독립을 승인하였다. 대한민국도 코소보를 2008년 3월 28일에 독립 국가로 공식 승인하였으나, 대한민국 정부는 주요 외교상대인 세르비아와의 관계 악화를 염려하여 수교를 서두르지 않고 관망하는 중이다.
코소보의 세르비아계와 알바니아계의 충돌 가능성이 상당한 것으로 전해지고 있다. 코소보의 다수 민족인 알바니아계는 불꽃놀이를 밤늦게까지 하며 독립을 자축했다.
2010년 7월 23일 국제사법재판소(ICJ)에서는 코소보 독립이 적법하다고 인정하면서 코소보의 독립을 인정하였다. 국제 사법 재판소(ICJ)는 '영토보존 및 통합'과 '자결권' 사이에서 후자쪽에 더 무게를 두었다. 다만 ICJ의 의견은 '자문의견(諮問意見, advisory opinion)'으로 구속력은 없다.
2008년 6월 15일 유엔은 코소보의 새 헌법이 발효됨에 따라 코소보의 통치권을 코소보에게로 이양하였다. 유엔을 대신하여 유럽 연합에게 감독 역할이 부여되었다. 경찰서에 대한 총격이 있은 이후로 코소보의 치안은 강화되고 있다. 2009년 3월 8일에 코소보 동부에서 세르비아인과 경찰이 충돌하면서 20여 명이 부상당했다. 코소보는 세르비아와는 두 가지의 주요한 합의에 이르렀고 독립한지 4년 만에 완전한 주권을 가지게 되었다. 2017년 2월 기준으로 코소보 공화국은 111개 유엔 회원국으로부터 주권 국가로 승인받았다.
2013년 3월에는 세르비아와 코소보 공화국 양자 간의 협상이 최종 단계에 들어서고 있으며, 코소보의 하심 타치 총리는 낙관적인 타결을 기대하고 있다고 밝혔다.

## 지형
이 지역은 2개의 큰 산간분지로 이루어져 있다. 동쪽의 코소보 분지에는 시트니차 강이 흐르며, 서쪽의 메토히야 분지에는 알바니아와 경계를 이루는 벨리드림 강이 흐른다.

## 주민

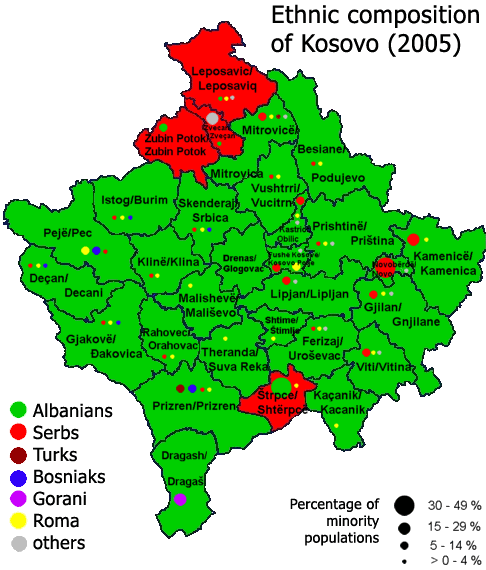
코소보의 민족 분포

알바니아인이 인구의 88%로 절대 다수를 차지한다. 인구의 7%는 세르비아인이며, 그 밖에 보스니아인, 튀르키예인, 롬족 등이 거주한다.

## 언어
공용어는 알바니아어와 세르비아어이다.

## 종교
알바니아인, 보스니아인, 터키인 등 코소보 전체 인구의 89.2%가 이슬람교를 가족적 배경으로 하고 있다. 세르비아인들은 절대 다수가 세르비아 정교회 신자이고, 알바니아인을 중심으로 약 2.8%의 가톨릭 신자가 있다.

## 도시
코소보의 수도는 프리슈티나이다. 동쪽의 주요 도시는 수도인 프리슈티나와 미트로비차(코소브스카미트로비차)가 있다. 서쪽의 주요 도시로는 페야(페치)와 프리즈렌이 있다.

## 산업
광물자원으로 갈탄·석유·마그네사이트 등이 있다. 이 지역은 구유고슬라비아 연방 중에서 가장 개발이 안 된 곳이지만, 발칸반도에서 토지가 비옥한 지역 가운데 하나이며, 곡물(밀, 콩, 옥수수)을 비롯해 채소, 담배, 대마, 사과, 포도 재배 등이 활발하다.